# Форестхилл (мост)
Фо́рестхилл (англ. Foresthill Bridge) — консольный трёхпролётный автомобильно-пешеходный мост в США. Пересекает реку Норт-Форк-Американ-Ривер, соединяет город Оберн (с запада) и статистически обособленную местность Форестхилл (с востока), расположенные в округе Пласер штата Калифорния. Общая длина моста Форестхилл составляет 740 метров, длина крупнейшего пролёта — 263 метра, максимальная высота от дорожного полотна до поверхности воды — 223 метра, что делает его 66-м в списке самых высоких мостов мира, 4-м в списке самых высоких мостов США и первым в аналогичном списке для Калифорнии. С 1973 по 1977 год был самым высоким мостом в мире.
Местными жителями мост зовётся как Форестхилл, так и Оберн, и Оберн-Форестхилл.
Строительство моста велось параллельно со строительством плотины Оберн, которая должна была перекрыть реку вблизи (на мосту во множестве присутствуют граффити, однозначно выражающие нежелание местных жителей её постройки); плотина была заложена в 1969 году, вяло строилась на протяжении почти четырёх десятилетий, и в итоге была разрушена в 2006 году. В отличие от плотины, мост, который должен был проходить над будущим водохранилищем, был успешно построен за два года, с 1971 по 1973, японской Kawasaki Heavy Industries; стоимость строительства составила менее 13 млн долларов. Торжественное открытие моста состоялось 3 сентября 1973 года в День труда. До открытия моста Форестхилл автомобилистам требовалось около 40 минут езды по крутому горному серпантину, чтобы попасть на тот берег.
В 1998 году были проведены работы по удалению ржавчины с моста, стоимость работ составила 3 миллиона долларов. 
В 2011 году была проведена сейсмическая модификация моста, обошедшаяся в 74,4 миллиона долларов.
Мост «снимался» в фильме «Фантом» (1996): он «играл роль» ветхого моста в джунглях Бенгаллы, на котором застрял, а потом сорвался в пропасть грузовик. Позднее мост Форестхилл появился в фильме «Три икса» (2002): в начале ленты спортсмен-экстремал Ксандер Кейдж (Вин Дизель) едет по мосту Форестхилл на угнанном красном Chevrolet Corvette и вылетает на середине моста вместе с машиной, выпрыгивая из неё с парашютом на полпути к земле. Также мост Форестхилл можно увидеть в конце картины «Голая правда» (2009) в сцене романтичной прогулки влюблённых на природе.